# Município de Springfield (condado de Summit, Ohio)
O município de Springfield (em inglês: Springfield Township) é um município localizado no condado de Summit no estado estadounidense de Ohio. No ano de 2010 tinha uma população de 14 644 habitantes e uma densidade populacional de 376,86 pessoas por km².

## Geografia
O município de Springfield encontra-se localizado nas coordenadas 41° 00′ 23″ N, 81° 26′ 19″ O. Segundo a Departamento do Censo dos Estados Unidos, o município tem uma superfície total de 38.86 km², da qual 37,98 km² correspondem a terra firme e (2,26 %) 0,88 km² é água.

## Demografia
Segundo o censo de 2010, tinha 14 644 pessoas residindo no município de Springfield. A densidade populacional era de 376,86 hab./km². Dos 14 644 habitantes, o município de Springfield estava composto pelo 95,88 % brancos, o 1,38 % eram afroamericanos, o 0,17 % eram amerindios, o 0,69 % eram asiáticos, o 0,31 % eram de outras raças e o 1,57 % eram de uma mistura de raças. Do total da população o 0,93 % eram hispanos ou latinos de qualquer raça.